# Nessa Altura
Nessa Altura (* 1951) ist eine deutsche Schriftstellerin.
Geboren und aufgewachsen in Mittelfranken studierte Nessa Altura nach dem Abitur in Tübingen Germanistik, Geografie und Amerikanistik und arbeitete nach dem Staatsexamen einige Jahre als Gymnasiallehrerin in Baden-Württemberg, Niedersachsen und Nordrhein-Westfalen. Seit Mitte der 1980er Jahre lebt Nessa Altura mit ihrer Familie in der Nähe von Stuttgart. Sie ist verheiratet und hat zwei Kinder.
Beginnend mit dem Jahr 2000 veröffentlichte Nessa Altura Kurzgeschichten und Erzählungen. Sie erhielt dafür mehrere Literaturpreise: den Friedrich-Glauser-Preis im Jahr 2002 für ihre Kurzgeschichte „Der Burschl aus Tirol“, im Jahr 2004 den Prosa-Preis der Stadt Fürstenwalde und im Jahr 2005 den Krimipreis der Stadt Singen für die Kurzgeschichte „Ein Stück vom Säntis“. Im Jahr 2007 folgte der Preis der Historica für die Kurzgeschichte "Kunigundens Versuchung".

## Werke
- mit Ulrike Blatter (Hrsg.): Diagnose Mord. buchvolkverlag, 2014, ISBN 978-3-944581-01-9.
- Die schönsten Sagen aus Nürnberg und Mittelfranken. Kassel 2002, ISBN 3-935263-13-9.
- Nacht über Oberstdorf. Kassel 2003, ISBN 3-935263-15-5.
- Vito von Eichborn (Hrsg.): Die 13.Klasse. Roman mit Splitterplots. Norderstedt 2007, ISBN 978-3-8334-8295-3.

Dazu kommen zahlreiche Veröffentlichungen in Anthologien, so zum Beispiel Tatort Stuttgart, München, 2005 und Tödliche Torten, Krefeld, 2005 und viele mehr.